# ディバ・アル・フジャイラ
ディバ・アル・フジャイラ（アラビア語: دبا الفجيرة、英語: Dibba Al-Fujairah）はアラブ首長国連邦フジャイラ首長国の都市である。

## 地理
フジャイラ首長国の北部に位置し、ディバ・アル・ヒスンと接する。また、オマーン飛び地のムサンダム特別行政区と接する。東にオマーン湾を臨む。

## 交通

### 道路
E99号線 (アラブ首長国連邦)